# Johann Bödiker

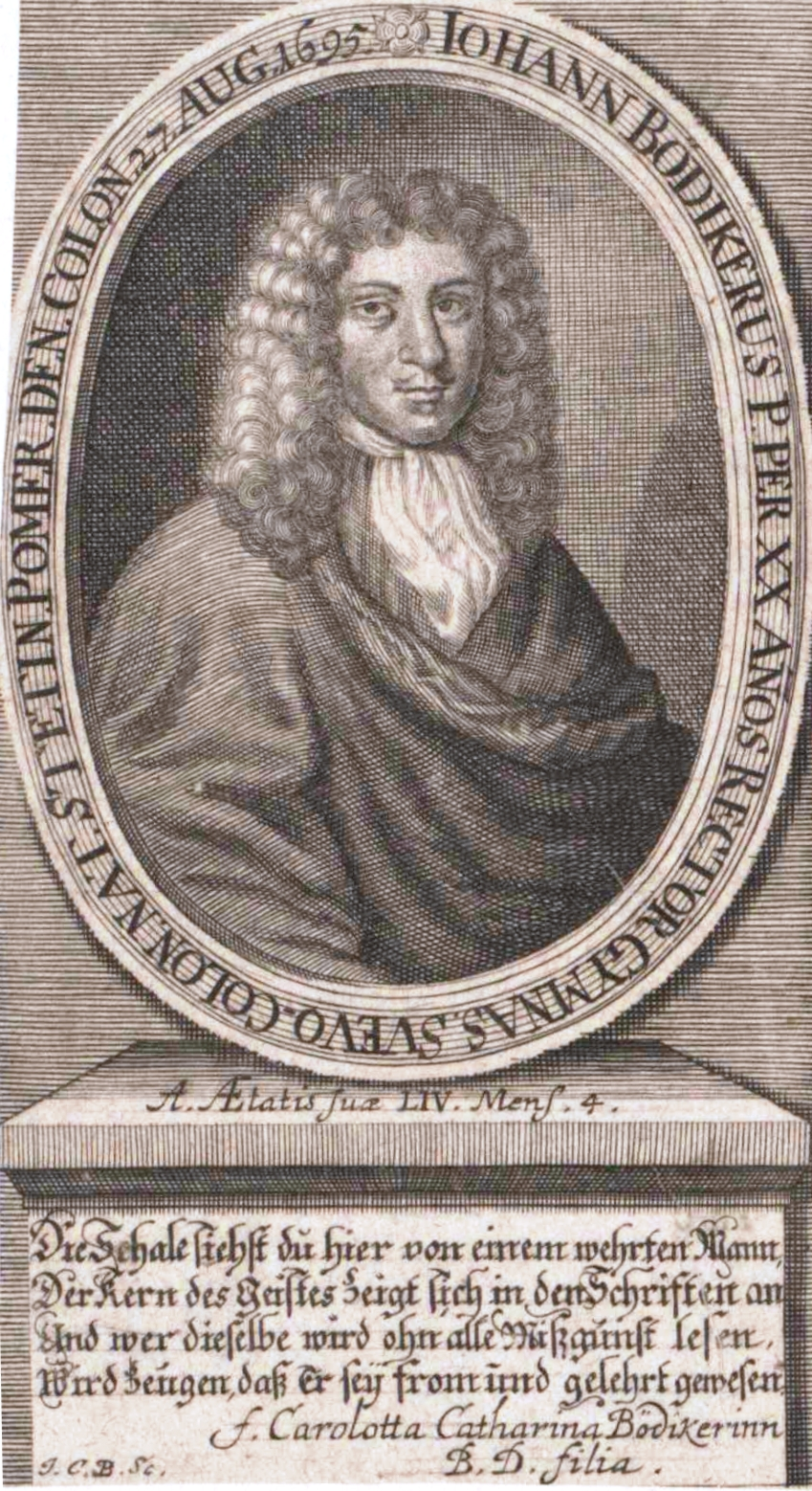
Johann Bödiker

Johann Bödiker (* 1. Mai 1641 bei Stettin; † 27. August 1695 in Cölln) war ein deutscher Pädagoge und Autor.

## Leben
Der Sohn eines Bauern aus der Umgebung von Stettin besuchte zehn Jahre lang das Cöllnische Gymnasium und studierte ab 1662 an der Universität Jena. 1665 übernahm er in Parstein das Predigeramt und ging Anfang 1673 als Konrektor an sein früheres Gymnasium zurück, das er bis zu seinem Tode leitete. Er setzte sich für den Gebrauch der deutschen Sprache an der Schule ein und prägte erstmals den Begriff deutsche Philologie.
Bödiker verfasste eine Vielzahl von Gelegenheitsgedichten. 1681 schrieb er eine Abhandlung über den Großen Kometen in deutscher Sprache, in der er sich gegen Aberglauben und Kometenwahrsagerei aussprach. Am Ende einer fast vierzigjährigen Tätigkeit umfasste sein Werkverzeichnis 250 Positionen.